# Kiga (peuple)
Pour les articles homonymes, voir Kiga.
Les Bakiga (ou Mukiga au singulier) sont une population bantoue d'Afrique centrale vivant au sud-ouest de l'Ouganda et au nord du Rwanda. Il semblerait qu'ils soient arrivés en Ouganda depuis le Rwanda vers 1600-1700. Ils sont principalement implantés dans la région du Kigezi, dans les districts de Kabale, de Rukungiri, de Kanungu avec des minorités au Rwanda, dans les districts de Kisoro et s'étendant jusque vers la région de Toro.
Les Bakiga, au nombre de 1,7 million d'après le recensement de 2002, représentaient 7 % de la population d'Ouganda.

## Ethnonymie
Selon les sources et le contexte, on observe différentes formes : Abakiga, Bachiga, Bakiga, Bakyiga, Chiga, Chigas, Chigga, Ciga, Kigas, Kyiga, Oluchiga, Orukiga, Rukiga, Wakiga.

## Langues
Ils parlent le chiga (ou kiga, rukiga), une langue bantoue dont le nombre de locuteurs était de 1 580 000 lors du recensement de 2002 en Ouganda. Beaucoup utilisent aussi le runyankole, une langue proche.

## Histoire
Les terres, historiquement parties du royaume du Bunyoro, furent, au début du XXe siècle et pendant la période coloniale du pays, peu à peu incorporées dans le royaume du Buganda et les populations Banyoro de ces régions furent progressivement chassées.
Des dizaines d'années après ces évictions, des colons Bakiga immigrèrent dans la région, soit comme travailleurs, soit relocalisés par le gouvernement à partir de 1949, comme lors de la première vague de déplacement en 1968, afin de réduire la pression démographique dans le sud-ouest du pays. En 1992, un second afflux d'immigrants fut organisé afin de fournir des terres aux Bakiga évincés de la réserve forestière de Mpoya (district de Kabarole).
Le pourcentage de Bakiga dans la population crût jusqu'à atteindre 32 % aujourd'hui.
Bien que les Bakiga aient été bienvenus au départ. Cette immigration, la compétition pour les terres, et le succès économique de ces nouveaux arrivants commencèrent à générer des tensions avec les communautés Banyoro qui considéraient d'un mauvais œil ces gens, aidés par le gouvernement pour s'installer sur leurs anciennes terres. De plus, dans les années 2000, l'accession à des postes politiques locaux de certains membres de la communauté Kiga, et la faiblesse du sentiment d'appartenance nationale face aux identités communautaires contribuèrent à accroître les tensions.
Aujourd'hui, les craintes de voir ces tensions dégénérer en affrontements intercommunautaires sont fortes et les efforts du gouvernement pour régler les problèmes se heurtent aux sensibilités et intérêts des deux groupes.

## Personnalités
- Kizza Besigye (né le 22 avril 1956) - ancien médecin de Yoweri Museveni, chef du parti d'opposition FDC, candidat aux élections présidentielles de 2001 et 2006.
- Ruhakana Rugunda (né le 7 novembre 1947) - aujourd'hui représentant de l'Ouganda aux Nations unies, politicien ayant occupé divers postes ministériels au sein des gouvernements du président Museveni, notamment celui de Ministre de l'Intérieur lors des négociations de Juba avec la LRA.